# La legge del capestro
La legge del capestro (Tribute to a Bad Man) è un film del 1956 diretto da Robert Wise.
È un film western statunitense con James Cagney, Don Dubbins e Stephen McNally. È basato sul racconto breve del 1952 Hanging's for the Lucky di Jack Schaefer.

## Trama
Steve Miller, un giovane mite proveniente dalla Pennsylvania, mentre cavalca verso il lontano ovest in cerca di fortuna, in una valle del Wyoming si trova ad assistere ad una sparatoria tra un uomo armato di fucile e altri due con la pistola che poi si danno alla fuga. Steve fa così conoscenza col proprietario della valle, Jeremy Rodock, un rude e orgoglioso allevatore di cavalli che si difende dagli abigeatari facendo giustizia sommaria. Quest'ultimo, essendo rimasto ferito ed appiedato, si dimostra grato al ragazzo che lo aiuta a tornare al ranch prendendolo a lavorare con sé.
Nel ranch Steve incontra la bella e fiera Jocasta Constantine, legata da affetto e riconoscenza a Jeremy, e i cowboy, tra cui il soprastante McNulty il quale poi, cacciato via perché insidia la donna, si unisce ai ladri di cavalli.
L'aspro carattere di Jeremy e la spietatezza con la quale tratta chi gli si oppone, portano Steve e Jocasta a confidarsi l'uno con l'altra per sfuggire ad una vita in cui non c'è posto per i sentimenti.
All'ultimo momento però, quando i due stanno già andando via insieme, Jeremy mostra che sotto la dura scorza si nasconde un uomo capace di amare: Jocasta ritorna da lui e Steve, ormai reso maturo dalle esperienze vissute, riprende la sua strada verso nuovi orizzonti.

## Produzione
Il film, diretto da Robert Wise su una sceneggiatura di Michael Blankfort con il soggetto di Jack Schaefer, fu prodotto da Sam Zimbalist per la Metro-Goldwyn-Mayer e girato a Ridgway, Colorado. Il titolo di lavorazione fu Jeremy Rodock. Il film doveva originariamente essere interpretato da Spencer Tracy nel ruolo del protagonista. Questi fu in forte disaccordo sulla sceneggiatura e lasciò il set. Furono poi presi in considerazione Clark Gable e Gregory Peck, ma la parte fu infine assegnata a Cagney.

## Colonna sonora
- Rough Wrangler - scritta da Stan Jones
- They Are Giving My Sweetheart Away - scritta da Constantine Callinicos e George Buyukas, cantata da Irene Papas
- I'll Take You Home Again, Kathleen - di Thomas P. Westendorf (1875), suonata da Irene Papas
- Skip to My Lou - tradizionale, cantata da Royal Dano

## Distribuzione
Il film fu distribuito negli Stati Uniti nell'aprile del 1956 (première a New York il 30 marzo 1956) dalla Metro-Goldwyn-Mayer.
Le altre distribuzioni internazionali del film furono:
- in Svezia il 5 novembre 1956 (Mannen som var lagen)
- in Germania Ovest il 23 novembre 1956 (Jeremy Rodack - Mein Wille ist Gesetz)
- in Austria nel dicembre del 1956 (Mein Wille ist Gesetz)
- in Finlandia l'8 marzo 1957 (Kunnianteko pahalle miehelle)
- in Portogallo il 9 luglio 1957 (Honra a Um Homem Mau)
- in Francia il 9 agosto 1957 (La loi de la prairie)
- in Turchia nel 1958 (Cinayet rüzgari)
- in Spagna l'11 ottobre 1961 (La ley de la horca) (Barcelona)
- in Spagna il 7 febbraio 1962 (Madrid)
- in Danimarca il 22 marzo 1968 (Hvem skød Rodock?)
- in Canada (La loi de la prairie)
- nei Paesi Bassi (De wet van de prairie)
- in Grecia (Elygisa gia proti fora)
- in Brasile (Honra a um Homem Mau)
- in Norvegia (Hyllest til en ond mann)
- in Polonia (Opowiesc o zlym czlowieku)
- in Argentina (Ser malo fue su destino)
- in Ungheria (Váltságdíj)
- in Italia (La legge del capestro)

## Critica
Secondo il Morandini il film è "un western psicologico M-G-M incerto a livello drammaturgico, interessante come descrizione d'epoca e di ambiente". Morandini segnala inoltre l'interpretazione di Cagney. Secondo Leonard Maltin il film è "un buon western psicologico".

## Promozione
La tagline è: "As it really was! A big, blazing drama of the West!".